# Zadní Třebaň
Zadní Třebaň – gmina w Czechach, w powiecie Beroun, w kraju środkowoczeskim. Według danych z dnia 1 stycznia 2013 liczyła 732 mieszkańców.